# Sondre Fet
Sondre Fet, né le 17 janvier 1997 à Sykkylven en Norvège, est un footballeur norvégien qui joue au poste de milieu central avec le club du FK Bodø/Glimt.

## Biographie

### Aalesunds FK
Né à Sykkylven en Norvège, Sondre Fet commence le football dans le club du FK Sykkylven avant de rejoindre l'Aalesunds FK. C'est avec ce club qu'il fait ses débuts en professionnels, jouant son premier match le 7 mai 2014, à l'occasion d'une rencontre de coupe de Norvège face au SK Træff. Il entre en jeu à la place de Sakari Mattila et son équipe s'impose par trois buts à zéro. Il joue son premier match dans le championnat norvégien le 16 août 2014, contre le FK Haugesund (victoire 3-0 d'Aalesunds).

### FK Bodø/Glimt
En mai 2020 est annoncé le prêt pour une saison de Sondre Fet au FK Bodø/Glimt. 
Il joue son premier match sous ses nouvelles couleurs dès la première journée de la saison 2020, le 16 juin 2020 face au Viking Stavanger. Il est titularisé ce jour-là et se fait remarquer en inscrivant également son premier but pour son nouveau club. Fet est de nouveau buteur le 12 juillet suivant, lors d'une rencontre de championnat face à son ancien club, l'Aalesunds FK. Il est titularisé et participe à la victoire de son équipe par six buts à un.
Le 27 octobre 2020, Sondre Fet s'engage définitivement avec le FK Bodø/Glimt, pour un contrat courant jusqu'en 2023.
Il est sacré Champion de Norvège en 2020.
Lors de la 2021, Fet participe au deuxième sacre consécutif du FK Bodø/Glimt dans le championnat norvégien.

### En sélection
Sondre Fet est sélectionné à cinq reprises avec l'équipe de Norvège des moins 18 ans en 2015.

### Palmarès
| Aalesunds FK - Championnat de Norvège D2 (1) : - Champion : 2019. |  | FK Bodø/Glimt - Championnat de Norvège (3) : - Champion : 2020, 2021 et 2023. |